# Château de Puybarbeau
Le château de Puybarbeau est situé à Lignerolles, commune française, située dans le département de l'Indre et la région Centre-Val de Loire.

## Historique
Le château de Puybarbeau a été édifié à l'emplacement d'un ancien château féodal. Le nouveau château construit par les comtes de Maussabré seigneurs d'Heugnes fut achevé en 1830.
Pendant la Seconde Guerre mondiale le château a été occupé par un PC de la Résistance, les doubles portes intérieures du château ont conservé pendant très longtemps trace de la numérotation qu'avait placée les résistants pour distinguer leurs différents bureaux dans le bâtiment. La terrasse du dernier étage qui offre une vue panoramique sur toute la campagne environnante explique peut-être le choix de Puybarbeau pour l'installation de ce PC.
Depuis 1994, le château est restauré par ses nouveaux propriétaires.